# Wijkia laxa
Wijkia laxa là một loài Rêu trong họ Sematophyllaceae. Loài này được (Dixon) H.A. Crum miêu tả khoa học đầu tiên năm 1971.